# Workum
Workum (fryz. Warkum) - miasto w północnej Holandii, we Fryzji w gminie Súdwest Fryslân (od 2011 roku, dawniej należało do Nijefurd). Najmłodsze z 11 miast Fryzji, otrzymało prawa miejskie w 1399 roku. 

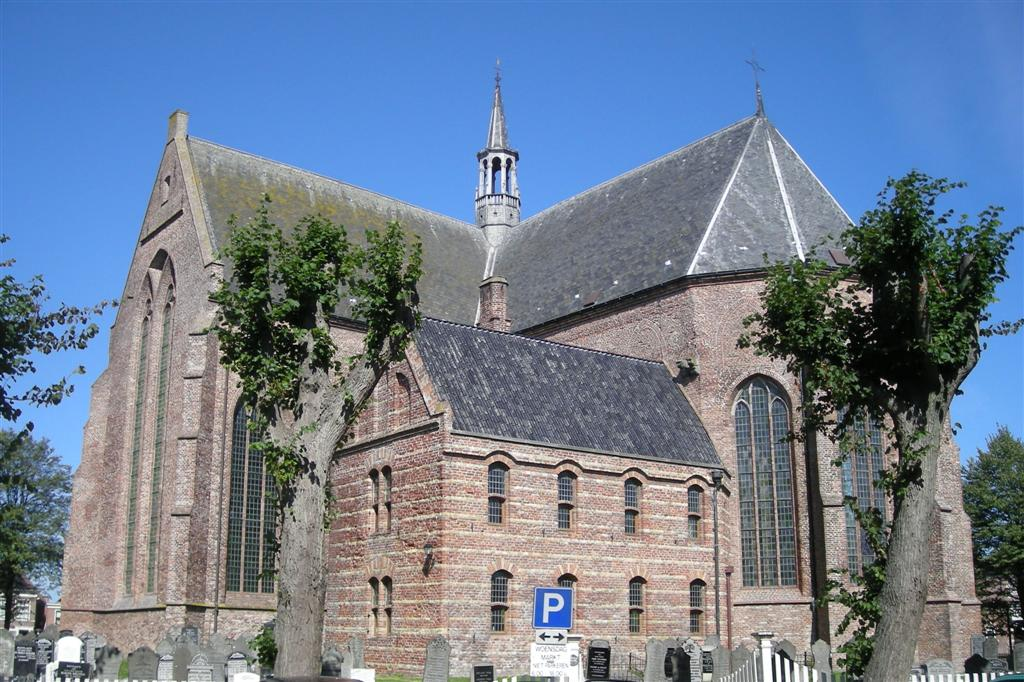
Kościół świętej Gertrudy w Workum

## Historia
Workum pierwotnie było osadą rolniczą. Ze względu na swoje położenie rozwinęło się w ważny ośrodek handlu morskiego, a później żeglugi. Miasto otrzymało prawa miejskie w 1399 roku. Workum składało się niegdyś z Wijmerts, sztucznego szlaku wodnego łączącego port z fryzyjskimi jeziorami śródlądowymi, oraz domów położonych wzdłuż tego akwenu.
Na przestrzeni lat Wijmerts zyskało kilka dopływów. Od czasu jego zasypania w 1785 roku, w centrum miasta znajduje się plac Merk, łączący drogi Noard (północ) i Súd (południe). Do niektórych dopływów nadal można dotrzeć przez Diepe Dolte.
W 1297 roku Workum zostało wymienione jako Waltercom , około 1327 roku jako Waldricheim , w 1333 roku jako Woldrichem , w 1343 roku jako Wolderchem , w 1374 roku jako Waerkum , a w 1505 roku jako Worckum . Nazwa miejscowości wskazywałaby na miejsce zamieszkania (Heem/um) osoby o imieniu Waldrik.
Na początku XVI wieku południowo-zachodnia Fryzja była centralnie rządzona przez Albrechta Saskiego . Workum został zaatakowany przez wojska Karola V. Wyparł on wojska Gelderlandu, które okopały się w kościele, doprowadzając do jego spalenia i zniszczenia wolnostojącej wieży. Jego następcą został namiestnik Habsburgów Schenck van Toutenburg . W 1533 roku ważny sąd arbitrażowy orzekł, że Workum jest zobowiązany do utrzymania wałów przeciwpowodziowych.
W XV wieku handel w Workumie konkurował z Holandią i Zelandią, co skłoniło miasto do zajęcia się budową statków. Wraz z powstaniem polderów w XVII wieku, powstało również wiele wiatraków. Do tego celu wykorzystywano sosnę przywożoną przez żeglarzy znad Bałtyku. W Holandii i Zelandii częściej używano dębu importowanego z Francji. Budownictwo okrętowe ożywiło gospodarkę. Port ucierpiał z powodu zamulenia, co doprowadziło do rekultywacji Workumer Nieuwland.

## Reorganizacja miejska
Do czasu reorganizacji gminy w 1984 roku Workum było samodzielną gminą. Wraz z miastami Hindeloopen i Stavoren oraz znaczną częścią ówczesnej gminy Hemelumer Oldeferd, Workum, jako jej główne miasto, weszło w skład gminy Nijefurd . 1 stycznia 2011 roku Workum stało się częścią gminy Súdwest-Fryslân .

## Miejsca warte uwagi
Workum jest podzielone na dwie części przez Diepe Dolte , która łączy Zandmeer z IJsselmeer poprzez kanał It Soal . Z Gaastermeer wypływa Lange Vliet, która przechodzi w Trekvaart/ Workumertrekvaart . Na północ od miasta Workumertrekvaart skręca na południowy zachód, a stamtąd woda nazywa się Diepe Dolte. Wzdłuż Trekvaart i Workumertrekvaart biegnie ulica Trekwei, która nieco później skręca na południowy zachód i w Workum przechodzi w Noard, a następnie w Súd. Pomiędzy Noard a Súd znajduje się Merk, plac z wieloma charakterystycznymi budynkami.
Dawny ratusz był rozbudowywany na przestrzeni lat, najpierw o dodatkowy budynek obok, a w XX wieku o dużą dobudówkę z tyłu. Od czasu reorganizacji miasta poszukiwano nowej funkcji dla budynku. Nad rzeką Merk znajduje się budynek wagi, w którym mieści się Muzeum Warkums Erfskip , oraz Grote lub Sint-Gertrudiskerk (Wielki Kościół św. Gertrudy) z wolno stojącą wieżą. Przed kościołem, z widokiem na rzekę Súd, stoi brązowy posąg Uffinga, słynnego mnicha z Workum.
Nad rzeką Diepe Dolte znajduje się kilka mostów. Na Súd znajduje się most ze śluzą i restauracją o nazwie Sluiszicht. Najstarsza część pochodzi z 1777 roku, a ostatnia renowacja miała miejsce w 1978 roku.
Podobnie jak w wielu miejscach wzdłuż dawnego Zuiderzee , Workum szczyci się wyjątkową ceramiką . Ceramika z Workum jest prosta, brązowa, z dekoracjami wykonanymi techniką ringeloor.